# Martin von Molitor

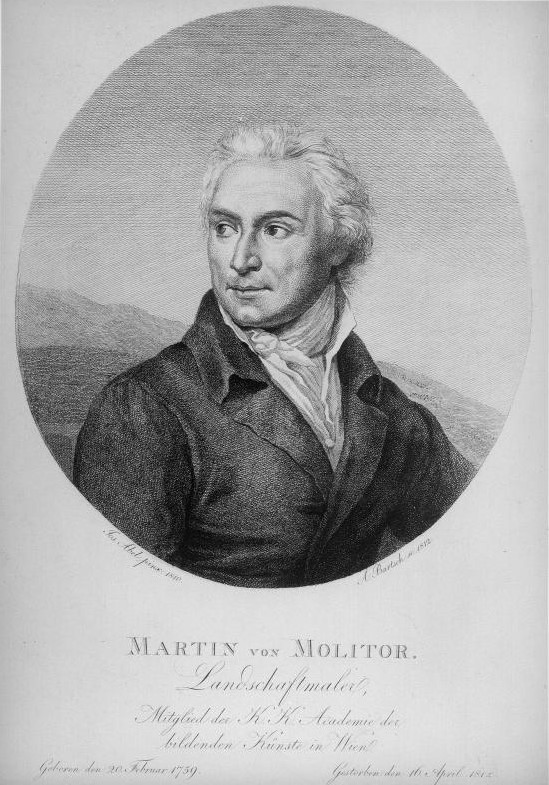
Martin von Molitor (Kupferstich von Adam von Bartsch, 1812)

Martin von Molitor (* 21. Februar 1759 in Wien; † 16. April 1812 ebenda) war ein österreichischer Maler und Zeichner.
Seine künstlerische Ausbildung erhielt der Landschafts- und Tiermaler Molitor an der Wiener Akademie bei Johann Christian Brand (1722–1795). Als Mitglied der Akademie (seit 1784) – das Angebot einer Professur 1795 schlug er aus – übte von Molitor großen Einfluss auf die jüngere Malergeneration aus. 1802 begleitete ihn Jakob Gauermann (1773–1843) als Zeichengehilfe auf einer Tirolreise im Auftrag, Landschaftsveduten anzufertigen.
Die größte Aquarell -Sammlung von Molitors ist aufgrund der gezielten Förderung durch Erzherzog Karl von Österreich-Teschen in der Albertina vorzufinden.
|  |